# Арнаутская сосновая роща
Арнаутская сосновая роща — памятник природы, расположенный Шелковском районе Чечни в 1,5 км к северо-западу от села Ораз-Аул и в 9 км северо-восточнее станицы Червлённая. 
Арнаутская сосновая роща имеет статус особо охраняемой природной территории республиканского значения.

## История
В 1915 году на площади 5 га были высажены саженцы сосны крымской и австралийской. Эти культуры являются единственными лесными культурами в этой песчаной полупустыне. Сосновая чаща представляет ценность как научный объект и памятник природы.
В советское время в районе рощи колхозом «Червлёнский» был построен пионерский лагерь «Зелёный бор». В результате строительства погибло несколько десятков уникальных деревьев. В настоящее время на площади 0,78 га сохранилось 118 деревьев. Их средняя высота составляет 15 м, диаметр — 30 см. В 2010 году роща была огорожена и ухожена.